# Yochanan Vollach
Yochanan Vollach (în ebraică יוחנן וולך, scris uneori și Jochanan Wallach sau Yohanan Wallach, n. 14 mai 1945, Kiryat Bialik, Israel), este un fost jucător de fotbal israelian care a jucat pe postul de fundaș dreapta. El a evoluat la mai multe cluburi din Israel: Hapoel Haifa, Maccabi Haifa, etc.